# Hotel Rezydent w Sopocie
Rezydent Sopot MGallery Hotel Collection – pięciogwiazdkowy hotel zlokalizowany w centrum Sopotu, naprzeciwko dworca kolejowego, obok deptaku – Bohaterów Monte Cassino. Stanął na miejscu Hotelu Dworcowego, w latach 1871–1945 noszącego nazwę Bahnhof Hotel, właścicielem którego był Karl Goldstein (1922). W obiekcie była też zlokalizowana kawiarnia "Wiener Cafe". W 1949 hotel nazywał się Bałtycki.
Jest to hotel klasy boutique, w którym znajduje się m.in. 63 pokoje, restauracja, kawiarnia, spa, sale konferencyjne.

## Wyróżnienia
- Nagroda w VI edycji Medalu Europejskiego w 2003 roku[4]
- Nagroda w ramach XII edycji konkursu "Budowa Roku 2001" w kategorii "Rozbudowy i modernizacje" (realizacja Grupa Allcon S.A.)[5].
- Nagroda za najlepszą inwestycję w 2001 roku[6]